# Cessna 140
Cessna 140 introducerades på marknaden 1946 och är ett tvåsitsigt, lätt flygplan från Cessna riktat till allmänflyget. Flygplanet var enmotorigt, högvingat och av helmetallkonstruktion, produktionen avslutades 1950 och ersattes av Cessna 150. Cessna 120 var en "budgetversion" av Cessna 140 och saknade därför exempelvis vingklaffar och radioutrustning. Cessna 140A var en uppgraderad version som lanserades 1949 med den största skillnaden att vingen var helt metallklädd, detta eliminerade behovet att regelbundet byta tygklädseln på vingarna.